# Río Pico (Chubut)

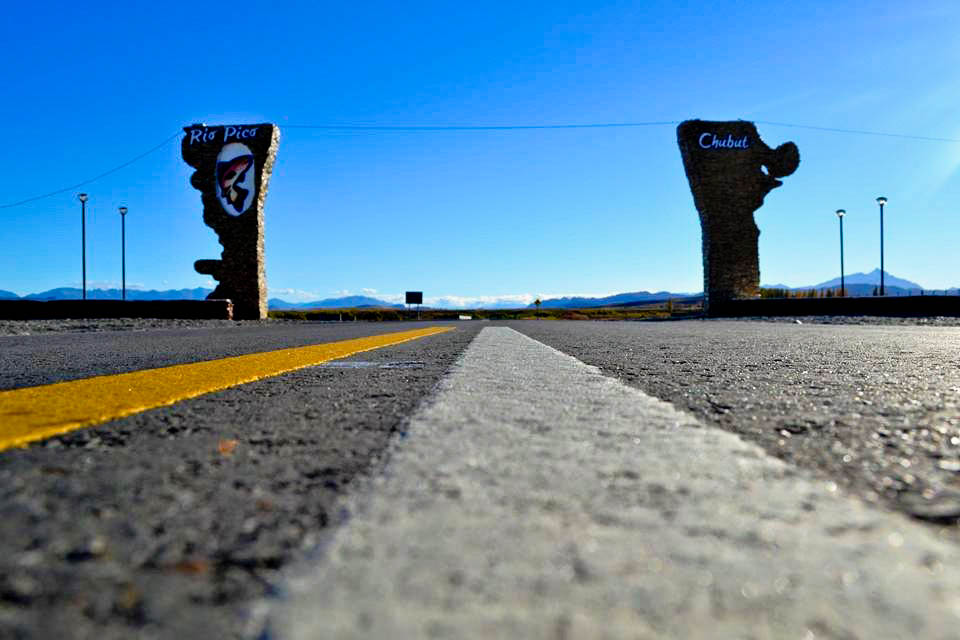
Portada de acceso Este a la localidad, sobre ruta provincial 19.

Río Pico es una localidad del Departamento Tehuelches, provincia del Chubut, Argentina. Ubicada a 759 m s. n. m., se accede por la ruta provincial N.º 19.
Es conocida a nivel mundial por la posibilidad de practicar pesca deportiva en los más de 15 lagos, lagunas y ríos que lo rodean, entre ellos: los lagos 1, 2, 3, 4, y 5; Vintter, Guacho, Engaño, Berta Superior y Berta Inferior. Allí los aficionados a la pesca pueden encontrar salmones, truchas marrón, fontinalis y arcos iris.[cita requerida]

## Toponimia
El pueblo le debe su nombre al ingeniero Octavio Pico Burgess (1837-1892), en honor a su tarea como perito en el conflicto limítrofe entre Argentina y Chile.

## Historia
La zona fue explorada por primera vez por Luis Jorge Fontana en la expedición de los Rifleros del Chubut en 1886. En 1902 acampó la Primera Comisión de Límites para resolver el litigio entre Argentina y Chile en el paraje conocido como Arroyo Campamento.
El territorio comenzó a poblarse en 1903 y un grupo de inmigrantes alemanes radicados en el valle del río Chubut fundaron la colonia de Friedland («colonia de paz» en idioma alemán) según una propuesta de Wilhem Vallentin. En varios relatos se describe el aspecto similar de la localidad a un poblado alemán por la arquitectura. La arquitectura de Río Pico es una mezcla entre construcciones antiguas de estilos inglés, alemán, chilote y oficial.
En 1911 fueron asesinados y enterrados en Río Pico los bandoleros Robert Evans y William Wilson, acompañantes de Butch Cassidy. También en la década de 1910 se encontró oro, explotándose brevemente.
El 4 de marzo de 1928 se reconoció oficialmente la existencia del poblado y se nombró un juzgado de paz. La demora se debió a que la localidad tenía su población dispersa y porque la cercana localidad de Alto Río Pico también tenía un buen núcleo poblacional. A fines de la década de 1920 se construyó la escuela N.º 75 y el registro civil.
En el censo de 1933 la localidad tenía 1.122 habitantes (817 argentinos y 305 extranjeros) y se construyó una comisaría. La primera comisión de fomento fue creada en 1940. En 1942 se inauguró la oficina postal, en 1944 el Club Social y Deportivo Río Pico, en 1950 la primera red de energía eléctrica y en 1987 la conexión telefónica y una repetidora de televisión. En esos años contaba con aserraderos en las cercanías y las viviendas eran de madera. 
Las actividades productivas son la ganadería, la explotación forestal y la producción de quesos, embutidos de cerdo y miel. En 2005 se inauguró la red de gas domiciliario y una terminal de ómnibus.
En febrero de 1958, una vivienda fue quemada por carabineros de Chile en un intento de apropiarse del área, colocando pobladores y ganado chileno.

## Símbolos

### Escudo
El escudo municipal muestra al ñire, una vaca, truchas en posición al signo zodiacal Piscis por la fecha de fundación, el sol, dos manos y cintas con los colores de la bandera argentina. El llamado a concurso para elaborar el escudo fue en 1986.

## Población
Contó con 1,299 habitantes (Indec, 2010), lo que representó un descenso frente a los 1,386 habitantes (Indec, 2001) del censo anterior. La población se compuso de 702 varones y 597 mujeres, lo que arrojó un índice de masculinidad del 117.59%. En tanto, las viviendas pasaron de 364 a 544.
En el censo 2022 la localidad mostró un estancamiento en su ritmo de crecimiento con 1303 habitantes y  728 viviendas.
| Gráfica de evolución demográfica de Río Pico entre 1991 y 2022 |
|                                                                |
| Fuente: Censos nacionales del INDEC                            |

## Comunicaciones
Río Pico posee la radio municipal Madre de la Divina Providencia en la frecuencia FM 93.1 MHz.
También cuenta con tres radios particulares, la 99.1 FM PARAISO ,la 104.9 PLANETA FM y 101.01 Radio cristiana.